# Scytalopus atratus
Scytalopus atratus là một loài chim trong họ Rhinocryptidae.